# Niels Flemming Hansen
Niels Flemming Hansen (født 16. maj 1974 i Vejle) er en dansk forretningsmand og konservativ politiker. Han var medlem af Folketinget valgt i Sydjyllands Storkreds fra 2019 til 2024. Han udtrådte af Folketinget efter at være valgt til Europa-Parlamentet ved Europa-Parlamentsvalget 9. juni 2024.
Han er født og opvokset i Vejle. Han er søn af tidligere folketingsmand og transportminister Flemming Hansen og hustru Birgit Schultz Hansen. Han er gift og har børn. Familien bor i Bredballe i Vejle.
Han stod i lære på en skofabrik i Tyskland og gik derefter på købmandsskolen i Kolding og har siden haft en række lederstillinger i erhvervslivet. Han indtrådte i 2008 som administrerende direktør i familiefirmaet Holst Sko, som driver ECCO-butikker i flere danske byer. Han er medejer i familiefirmaet sammen med sin bror.